# Thomas More (hogeschool)
Thomas More is een Vlaamse katholieke hogeschool, lid van de Associatie KU Leuven. Ze ontstond bij de start van het academiejaar 2012-2013 door de fusie van Lessius Antwerpen, Lessius Mechelen en de Katholieke Hogeschool Kempen. De maatschappelijke zetels bevinden zich in Geel en in Mechelen. Met een gemeenschap van 20.000 studenten, meer dan 2000 medewerkers en 250 onderzoekers is ze de grootste hogeschool van Vlaanderen. Haar kernwaarden vat ze samen door middel van het letterwoord LEFV (lef, enthousiasme, focus, vertrouwen).

## Geschiedenis
In 2010 werden de Katholieke Hogeschool Mechelen en Campus De Nayer samengevoegd tot Lessius Mechelen. Tegelijkertijd kregen de campussen van de voormalige Lessius Hogeschool in Antwerpen de naam Lessius Antwerpen. Samen vormden Lessius Antwerpen en Lessius Mechelen de entiteit Lessius.
Op 11 juli 2012 gingen de Katholieke Hogeschool Kempen en Lessius verder onder de naam Thomas More.
Op 1 juli 2014 fuseerde Thomas More Antwerpen vzw met Thomas More Mechelen door middel van opslorping. Thomas More Mechelen vzw veranderde sindsdien in Thomas More Antwerpen-Mechelen.
Thomas More is een feitelijke samenwerking tussen de hogescholen Thomas More Mechelen-Antwerpen vzw (voorheen Lessius) en Thomas More Kempen vzw (voorheen K.H. Kempen). De naam van de hogeschool eert Thomas More, terwijl hij ook op een speelse manier verwijst naar ‘meer’, waarmee wordt aangegeven dat de gefuseerde instelling staat voor een breder aanbod van opleidingen, op meer locaties en met meer samenwerkingsverbanden.

## Studeren
Thomas More biedt opleidingen aan voor alle leeftijden die voltijds, deeltijds, overdag, ’s avonds, in combinatie, op de campus of op afstand gevolgd kunnen worden. Ze biedt graduaten, bachelors, bachelor-na-bachelors, postgraduaten, microcredentials, extra diploma’s of getuigschriften en summer schools binnen acht interessegebieden aan.
1. Bedrijf, Organisatie en Toerisme
2. Biowetenschappen en Chemie
3. Gezondheid en Welzijn
4. Media en Communicatie
5. Onderwijs
6. Ontwerp en Constructie
7. Sport
8. Technologie en ICT

## Locaties
De hogeschool biedt opleidingen aan op 12 campussen in 7 locaties in de provincie Antwerpen.
| Locatie              | Campus |
| Antwerpen            | - Thomas More - Campus National - Thomas More - Campus Sint-Andries - Thomas More - Campus Sanderus                                  |
| Geel                 | - Thomas More - Campus Geel |
| Lier                 | - Thomas More - Campus Lier |
| Mechelen             | - Thomas More - Campus Kruidtuin - Thomas More - Campus De Ham - Thomas More - Campus Lucas Faydherbe - Thomas More - Campus De Vest |
| Sint-Katelijne-Waver | - Thomas More - Campus De Nayer |
| Turnhout             | - Thomas More - Campus Turnhout |
| Vorselaar            | - Thomas More - Campus Vorselaar |

Campus De Vest (aan de Zandpoortvest) wordt anno 2022-2025 gerenoveerd. C-blok (tegen de Zandpoortvest zelf) werd vernieuwd, een volledig nieuwe D-blok werd gebouwd en de B-blok wordt grotendeels opnieuw gebouwd.

## Levenslang leren
Bij Thomas More kunnen studenten, afgestudeerden, professionals en werkzoekenden van elke leeftijd terecht voor vervolgopleidingen, korte cursussen, omscholingen en specialisaties. Voor gediplomeerden biedt Thomas More verkorte bachelortrajecten, postgraduaten en banaba’s (bachelor-na-bachelors) aan, mogelijk in combinatie met werk of gezin.
Een werkzoekende die geen diploma secundair of hoger onderwijs heeft kan een graduaats- of bacheloropleiding volgen die door de VDAB als onderwijskwalificerende opleidingstrajecten (OKOT) erkend is. Gedurende die opleiding wordt de werkzoekende opgeleid om een knelpuntberoep te kunnen uitoefenen en is de werkzoekende vrijgesteld van de arbeidsmarkt.
Voor professionals biedt Thomas More vormingen aan de hand van haar tien vormingscentra aan.
1. Bedrijf, Organisatie en Toerisme
2. Domotica (KNX)
3. Ergotherapie
4. Logopedie en Audiologie
5. Onderwijs
6. Ontwerp en Constructie
7. Technologie en ICT
8. Toegepaste Psychologie
9. Sport en Bewegen
10. Verpleegkunde en Vroedkunde

In het kader van levenslang leren organiseert Thomas More tijdens het academiejaar leren ook namiddaglezingen van de Universiteit Derde Leeftijd. Specialisten en academici worden daarbij uitgenodigd om een lezing over actuele en maatschappelijke thema’s te geven.
Bovendien organiseert Thomas More in samenwerking met RTC Antwerpen workshops voor leerlingen en leerkrachten uit de tweede en de derde graad van het secundair onderwijs. De opleidingen voor de leerkrachten zijn gericht op het verwerven van kennis en competenties van leraren in het kader van het versterken van de digitale vaardigheden van de leerlingen.

## Onderzoek
Op het vlak van onderzoek is Thomas More met 250 onderzoekers actief binnen drie thema’s: zorgzame en inclusieve samenleving, klimaat en duurzaamheid, en digitale en technologische innovatie. Daarvoor heeft ze zeven expertisecentra.
1. Budget en Financieel Welzijn
2. Duurzame Biomassa en Chemie
3. Duurzaam Ondernemen en Digitale Innovatie
4. Energie
5. Onderwijs en Leren
6. Ontwerp en Technologie
7. Zorg en Welzijn

## Samenwerkingen
Thomas More streeft naar een goede samenwerking met scholen, organisaties en bedrijven om het onderwijs en haar praktijkgericht onderzoek vorm en inhoud te geven. Ze werkt samen met scholen door middel van studiekeuzebegeleidingen, infosessies over het hoger onderwijs, onderzoek en bijscholingen voor onderwijzers. Met bedrijven en organisaties werkt Thomas More samen door middel van stages, werkplekleren, partnerschappen, jobbeurzen en onderzoek.